# Radicaal 164
Van de in totaal 214 Kangxi-radicalen heeft radicaal 164 de betekenis wijn en alcohol. Het is een van de twintig radicalen die bestaat uit zeven strepen.
In het Kangxi-woordenboek zijn er 290 karakters die dit radicaal gebruiken.

## Karakters met het radicaal 164

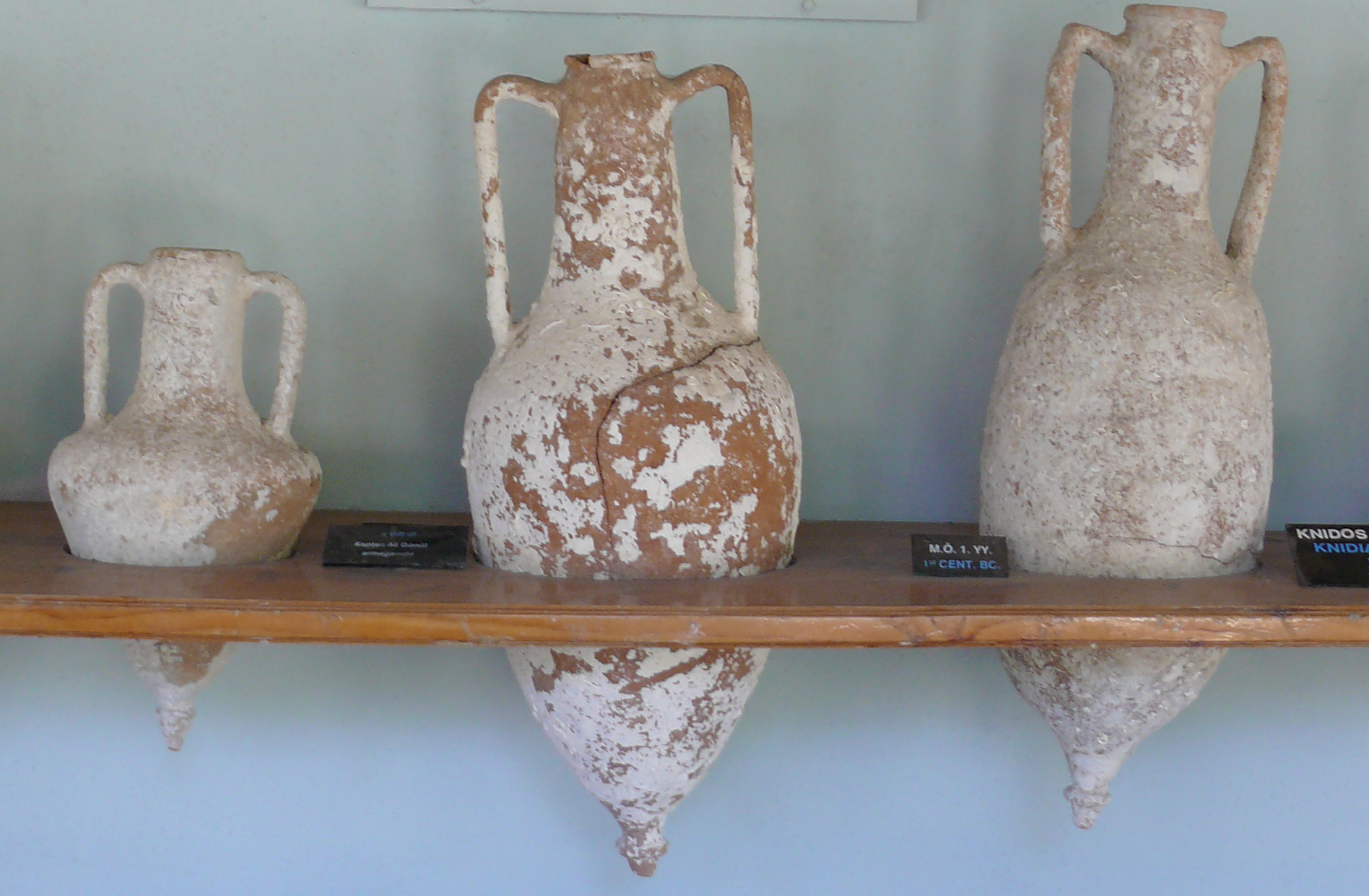
Amfora's om wijn of olijfolie in op te slaan.

| Strepen | Karakter                                  |
| ------- | ----------------------------------------- |
| + 0     | 酉                                        |
| + 2     | 酊 酋                                     |
| + 3     | 酌 配 酎 酏 酐 酑 酒                      |
| + 4     | 酓 酔 酕 酖 酗 酘 酙 酚 酛 酜 酝 酞       |
| + 5     | 酟 酠 酡 酢 酣 酤 酥                      |
| + 6     | 酦 酧 酨 酩 酪 酫 酬 酭 酮 酯 酰 酱       |
| + 7     | 酲 酳 酴 酵 酶 酷 酸 酹 酺 酻 酼 酽 酾 酿 |
| + 8     | 醀 醁 醂 醃 醄 醅 醆 醇 醈 醉 醊 醋 醌    |
| + 9     | 醍 醎 醏 醐 醑 醒 醓 醔 醕 醖 醗          |
| + 10    | 醘 醙 醚 醛 醜 醝 醞 醟 醠 醡 醢 醣 醤    |
| + 11    | 醥 醦 醧 醨 醩 醪 醫 醬                   |
| + 12    | 醭 醮 醯 醰 醱                            |
| + 13    | 醲 醳 醴 醵 醶 醷 醸                      |
| + 14    | 醹 醺 醻                                  |
| + 16    | 醼                                        |
| + 17    | 醽 醾 醿 釀                               |
| + 18    | 釁 釂                                     |
| + 19    | 釃 釄                                     |
| + 20    | 釅                                        |

Orakelbotkarakter
Bronskarakter
Groot zegelkarakter
Klein zegelkarakter